# Hexatoma (Eriocera) halteralis
Hexatoma (Eriocera) halteralis is een tweevleugelige uit de familie steltmuggen (Limoniidae). De soort komt voor in het Oriëntaals gebied.